# Europska vegetarijanska unija
Europska vegetarijanska unija (EVU) (eng. European Vegetarian Union) krovna je organizacija za udruženja i grupe vegetarijanaca u Europi s aktivnostima na području vegetarijanstva, prehrane, zdravlja, zaštite potrošača, kampanjama za zaštitu prava životinja, ekologije, općih informacija i rješavanju problema svjetske gladi.
Sjedište im je u Winterthuru u Švicarskoj, zajedno sa švicarskom organizacijom Schweizerische Vereinigung für Vegetarismus (Švicarska udruga vegetarijanaca).

## Glavne aktivnosti i ciljevi
- Podrška i predstavljanje udruga članica na europskoj razini i stvaranje platforme za blisku suradnju;
- Podizanje svijesti javnosti i promoviranje vegetarijanstva, pitanja vezanih uz vegetarijanstvo i prednosti takve kulture življenja;
- Lobiranje vlada, europskih institucija i organizacija da još bolje prepoznaju vegetarijanske probleme pri donošenju odluka;
- Uspješno daljnje promoviranje V-oznake (eng. V-Label), u interesu svih vegetarijanaca i vegana širom Europe. V - oznaka je standardizirana europska vegetarijanska oznaka iz EVU-a s ciljem lakšeg isticanja vegetarijanskih proizvoda i usluga.

EVU-ov je cilj poduprijeti vegetarijanske organizacije širom Europe i potaknuti ih na još bližu suradnju. Ovo je osobito važno u zemljama u kojima se vegetarijanstvo kao filozofija još nije imalo prilike razviti.
Veza između raznih društava članica promiče se i kroz EVU-ov časopis European Vegetarian (eng. Europski Vegetarijanac). Izlazi dvaput godišnje a sadrži događaje, vijesti, trendove, najnovije informacije, inicijative i aktivnosti koje su zanimljive vegetarijancima i veganima.
Jednako tako, vrlo su važne prilike za vegetarijance i vegane širom Europe da se susretnu uživo i razmijene ideje i informacije, ponude jedni drugima pomoć i povezuju se s drugim organizacijama. Tu svrhu također imaju i međunarodni sastanci i događanja na kojima se najnovije informacije i saznanja mogu raspraviti na predavanjima i radnim grupama.
Članstvom u Međunarodnoj Vegetarijanskoj Uniji (IVU, eng. International Vegetarian Union), EVU je usko povezana s međunarodnom vegetarijanskom zajednicom.
EVU redovito prima informacije i upozorenja od najvažnijih međunarodnih organizacija i medijskih kompanija, što omogućuje praćenje važnih međunarodnih ekonomskih, političkih i društvenih događanja i promjena.
EVU je distribuirao film iz 1995. Devour the Earth (eng. Proždiranje zemlje) o globalnim posljedicama konzumacije mesa. Film je produciralo Udruženje vegetarijanaca (eng. Vegetarian Society), scenarij je napisao Tony Wardle, a pripovjedač je Paul McCartney.

## Vanjske poveznice
- Europska vegetarijanska unija
- Međunarodna vegetarijanska unija